# 丹波幸一
丹波 幸一（たんば こういち、1970年2月10日 - ）は、兵庫県西宮市出身の元プロ野球審判員、ゴルフティーチングプロ。合同会社TurfNet代表社員。

## 人物
神港学園高から京都産業大を経て、1993年パシフィック・リーグの関西審判部に入局。1994年6月2日のオリックスブルーウェーブ対日本ハムファイターズ）第12回戦（グリーンスタジアム神戸）の左翼外審にて一軍初出場。審判員袖番号「30」。2020年シーズン終了時までに通算1955試合に出場。2010年8月28日の福岡ソフトバンクホークス対千葉ロッテマリーンズ第19回戦（福岡Yahoo!JAPANドーム）にて三塁塁審を務め、通算1000試合出場を達成した。
オールスターに3回（2001年、2004年、2013年。うち、2004年と2013年の第2戦で球審）、日本シリーズには5回（2008年、2009年、2011年、2015年、2016年）出場し、2008年第2戦、2011年第7戦、2015年第2戦、2016年第6戦で球審を務めている。
2012年に台湾で行われた第3回ワールド・ベースボール・クラシック（WBC）予選4組において4試合に出場し、アメリカ人以外では初となる球審をタイ対ニュージーランド戦で務めた。
日本プロ野球選手会が行った選手を対象としたアンケート「選手が選ぶ！ベストアンパイア2008」パ・リーグ部門において1位に選ばれた。また2007年の同アンケートでは2位、2009年は3位に選ばれている。大学4年生のときにはオリックスで通訳のアルバイトをしており、英語力はネイティブレベル。タフィ・ローズが英語で判定への不満を口にしたときには暴言と理解した上で、退場を命じている。
2014年よりクルーチーフに昇任。
2016年4月27日、オリックス・バファローズ対福岡ソフトバンクホークス4回戦（京セラドーム大阪）で史上89人目となる通算1500試合出場を達成した。
デビューしてから長らく球審時のスタンスを変えていなかったが、2020年から球審での構えを『シザースタンス』から基本構えの『ボックススタンス』に変更した。
2021年6月22日、読売ジャイアンツ対横浜DeNAベイスターズ9回戦（石川県立野球場）で通算2000試合出場を達成。同年開催の東京オリンピックの野球競技では、韓国対イスラエル戦で球審を担当、5試合に出場した。
2022年時点で5人しかいないクルーチーフの1人として第一線で活躍していたが、同年シーズン限りで契約更新されず、プロ野球審判員活動を退職。この退職について、自身のウェブサイトでは「シーズン終了後に、ある報道がマスコミに大きく扱われSNSなどでは誹謗中傷の大炎上、家族まで巻き込まれ身を引く形でプロ野球審判員活動を引退」と記しており、自殺か未来を向くかの選択を妻と話し合ったという。
野球外ではゴルフのティーチングプロの資格（USGTF）を取得しており、日本に4人しかいないとされる「AimPoint」という技術の公認インストラクターである。プロ野球審判員を務めていた頃もプロ野球のオフシーズンを中心にゴルフ指導活動を行っており、指導した選手には福山恵梨や亀代順哉がいる。元々ゴルフは趣味であったが、プロ野球審判員を務めながらもティーチングプロの資格まで取得した理由について、「審判は個人事業主ですし、将来の保証はない。審判はつぶしがきかず、30年やって社会に出てもなかなか拾ってくれるところはないと思います。そこで何か資格を、と考えたんです」と産経WESTのインタビューで答えている。奇しくもプロ野球審判員を務めていた期間はちょうど30年間であった。
また、プロ野球審判員がプレッシャーを強く感じる仕事であったことからメンタルコントロールの重要性を感じてメンタルの勉強に励み、現在ではゴルフ界のほか、角界やウインタースポーツ選手、ビジネス関係者のメンタルコーチとしての活動も行うようになった。「個性心理學」という統計学の認定講師・認定カウンセラーの資格を持つ。自身が代表社員を務める合同会社TurfNetでは、ゴルフメンタルとパッティングに特化した講習を提供している。

## 審判出場記録
- 初出場：1994年6月2日、オリックス対日本ハム12回戦（グリーンスタジアム神戸）、左翼外審。
- 出場試合数：2153試合
- オールスター出場：3回（2001年、2004年、2013年）
- 日本シリーズ出場：5回（2008年、2009年、2011年、2015年、2016年）
- 東京2020オリンピック

（記録は2022年シーズン終了時）

## 表彰
- パシフィック・リーグ審判員奨励賞：1回（2008年）

（記録は2022年シーズン終了時）